# Czerna (powiat żarski)
Czerna – wieś w Polsce położona w województwie lubuskim, w powiecie żarskim, w gminie Tuplice.
W latach 1975–1998 miejscowość należała administracyjnie do województwa zielonogórskiego.

## Zabytki
Do wojewódzkiego rejestru zabytków wpisane są:
- oficyna dworska, z XVIII wieku, (nie istnieje);
- karczma, z XVIII wieku.